# Himmelbjerget
 For alternative betydninger, se Himmelbjerget (flertydig). (Se også artikler, som begynder med Himmelbjerget)
Himmelbjerget er en 147 meter høj bakke mellem Ry og Silkeborg. Geologisk set er der tale om en såkaldt falsk bakke, idet skråningen er dannet ved, at isen i istiden har fjernet jord i den tunneldal, der senere blev til Julsø. Af den grund virker forhøjningen ikke særligt imponerende, når man kommer ad vejen fra sydsiden.
Navnet Himmelbjerget optræder tilbage i 1727 i en retssag om en kongelig ulvejagt på ”Himmelbierrig Kold”. Erik Pontoppidans angiver desuden navnet i Den danske Atlas fra 1768. Lokalt er bjerget langt op i tiden kaldt Kollen.
Helt frem til 1847 troede man, at Himmelbjerget var Danmarks højeste punkt. Det var derfor naturligt, at forfatteren Steen Steensen Blicher gjorde stedet til et nationalt samlingspunkt med Himmelbjergfesten 1839–1844.
I 1854 stod Silkeborgs grundlægger Michael Drewsen i spidsen for afholdelsen af en grundlovsfest på Himmelbjerget, en fest, der senere fik mange efterfølgere.
Også i dag holdes der grundlovsfester på Himmelbjerget, og stedet er også et yndet udflugtssted på grund af den storslåede udsigt og smukke natur.
Man kan sejle med rutebåde til Himmelbjerget både fra Ry og Silkeborg (fra Silkeborg bl.a. med det gamle dampskib Hjejlen).
Bjørnstjerne Bjørnson talte om fredssagen på Himmelbjerget i 1892 arrangeret af Dansk Fredsforening.

## Himmelbjergtårnet
På toppen af Himmelbjerget står et 25 meter højt muret tårn tegnet af den senere stadsarkitekt i København Ludvig Fenger. Det er rejst til minde om Kong Frederik 7. som en tak fra det danske folk for grundloven i 1849. Øverst på tårnet er der en frise, der løber rundt på alle fire sider, og som bærer indskriften: "Til minde om kongen – Frederik d. 7. – det danske folks ven – Grundlovens giver". Opførelsen af tårnet blev påbegyndt i 1874, og det blev indviet den 6. juni 1875. Udsmykningen med kongens relief blev dog først helt færdiggjort i 1891.

## Mindestenene
Tæt på toppen af Himmelbjerget står en række mindesten. De er rejst til minde om Steen Steensen Blicher, A.F. Tscherning, Leopold Budde og Vilhelm Beck. Derudover er der en sten rejst til minde om indførelsen af kvindernes valgret i 1915.

### Postament
Lidt sydøst for tårnet står et postament, brugt til opmåling af Danmark sammen med ca. 330 andre postamenter spredt ud over hele landet og placeret på høje punkter.
- Himmelbjerget med tårnet på toppen og Julsø og Ry i baggrunden
- Himmelbjerget, med Hjejlen i forgrunden

56°6′18.53″N 9°41′6.1″Ø / 56.1051472°N 9.685028°Ø

## Note
1. ↑  Himmelbjergruten turfolder A4 - https://silkeborg.dk/Borger/Natur/Oplev-naturen/Turfoldere Arkiveret 25. maj 2021 hos  Wayback Machine
2. ↑  Hvad, Hvor, Hvorfor og Hvordan ....